# WWE Cyber Sunday
Cyber Sunday – zakończony cykl gal profesjonalnego wrestlingu produkowanych w latach 2004–2008 przez federację World Wrestling Entertainment i nadawanych na żywo w systemie pay-per-view. W 2004 i 2005 cykl był znany jako Taboo Tuesday i w latach 2004-06 był produkowany na rzecz brandu Raw.
Taboo Tuesday było pierwszym regularnie prowadzonym pay-per-view w czwartki od czasu organizacji gali This Tuesday in Texas z 1991. Było także pierwszym pay-per-view nie prowadzonym w niedzielę od czasu In Your House 8: Beware of Dog 2 z 1996. Pierwsza gala odbyła się w październiku, lecz przyszłoroczna edycja została przesunięta na początek listopada. W 2006 cykl został przeniesiony na niedzielę aby uniknąć problemów z programem SmackDown!, które również zawsze było transmitowane w czwartki, a także zmieniono nazwę na Cyber Sunday.
Taboo Tuesday i Cyber Sunday były głównie znane z tego, iż fani mieli możliwość głosowania na główne aspekty walk. Głosowania rozpoczynały się podczas odcinków Raw jeszcze kilka tygodni przed galą i kończyło się na niej, najczęściej tuż przed wyznaczoną walką. Z tego powodu Cyber Sunday było określane jako "interaktywne pay-per-view". Przez pierwsze cztery gale głosowanie odbywało się na oficjalnej stronie WWE, gdzie mottem gal PPV było "Log On. Take Over.". W 2008 system został kompletnie zmieniony i fani mogli głosować jedynie poprzez telefoniczne wiadomości SMS wyłącznie w Stanach Zjednoczonych – wyjątkiem była walka The Undertakera z Big Showem, gdzie fani mogli głosować na stypulację na stronie WWE.
W 2009 cykl został zastąpiony przez Bragging Rights. Aspekty interakcyjne z fanami zostały przeniesione na tygodniówki Raw pod nazwą WWEActive (lub RawActive).

## Lista gal
|  | Gala brandu Raw |

| Gala                                      | Lokalizacja           | Arena             | Walka wieczoru |
| ----------------------------------------- | --------------------- | ----------------- | --- |
| Taboo Tuesday (2004) 19 października 2004 | Milwaukee, Wisconsin  | Bradley Center    | Randy Orton vs. Ric Flair Steel Cage match |
| Taboo Tuesday (2005) 1 listopada 2005     | San Diego, Kalifornia | iPayOne Center    | John Cena (c) vs. Kurt Angle vs. Shawn Michaels Triple Threat match o WWE Championship                                                                  |
| Cyber Sunday (2006) 5 listopada 2006      | Cincinnati, Ohio      | U.S. Bank Arena   | King Booker (c) vs. WWE Champion John Cena vs. ECW World Champion Big Show "Champion of Champions" Triple Threat match o World Heavyweight Championship |
| Cyber Sunday (2007) 28 października 2007  | Waszyngton            | Verizon Center    | Batista (c) vs. The Undertaker Singles match o World Heavyweight Championship z sędzią specjalnym Stone Cold Steve’em Austinem                          |
| Cyber Sunday (2008) 26 października 2008  | Phoenix, Arizona      | US Airways Center | Chris Jericho (c) vs. Batista Singles match o World Heavyweight Championship z sędzią specjalnym Stone Cold Steve’em Austinem                           |

## Wyniki gal

### 2004
Taboo Tuesday (2004) – gala wrestlingu wyprodukowana przez federację World Wrestling Entertainment (WWE) dla zawodników z brandu Raw. Odbyła się 19 października 2004 w Bradley Center w Milwaukee w stanie Wisconsin. Emisja była przeprowadzana na żywo w systemie pay-per-view. Była to pierwsza gala w chronologii cyklu Taboo Tuesday/Cyber Sunday.
Podczas gali odbyło się dziewięć walk, w tym jedna nietransmitowana w telewizji. Walką wieczoru był Steel Cage match, w którym Randy Orton pokonał Rica Flaira. Ponadto Shelton Benjamin pokonał Chrisa Jericho i odebrał mu WWE Intercontinental Championship, zaś Triple H obronił World Heavyweight Championship pokonując Shawna Michaelsa. Galę w systemie pay-per-view wykupiono 174 000 razy.
| Nr                                                                                    | Wyniki                                                                                                  | Stypulacje                                                   | Czas  |
| ------------------------------------------------------------------------------------- | --- | ------------------------------------------------------------ | ----- |
| 1D                                                                                    | Sgt. Slaughter pokonał Muhammada Hassana (z Daivarim) przez dyskwalifikację                             | Singles match                                                | –     |
| 2                                                                                     | Shelton Benjamin pokonał Chrisa Jericho (c)                                                             | Singles match o WWE Intercontinental Championship            | 10:55 |
| 3                                                                                     | Trish Stratus (c) wygrała eliminując jako ostatnią Molly Holly                                          | Fulfill Your Fantasy battle royal o WWE Women’s Championship | 05:30 |
| 4                                                                                     | Gene Snitsky pokonał Kane’a (z Litą)                                                                    | Weapon of Choice match                                       | 14:17 |
| 5                                                                                     | Eugene pokonał Erica Bischoffa                                                                          | "Choose the Loser's Fate" match                              | 02:01 |
| 6                                                                                     | Chris Benoit i Edge pokonali La Résistance (Sylvaina Greniera i Robérta Conwaya) (c) poprzez submission | Tag team match o World Tag Team Championship                 | 16:15 |
| 7                                                                                     | Christy Hemme pokonała Carmellę                                                                         | Lingerie Pillow Fight                                        | 01:48 |
| 8                                                                                     | Triple H (c) pokonał Shawna Michaelsa                                                                   | Singles match o World Heavyweight Championship               | 14:05 |
| 9                                                                                     | Randy Orton pokonał Rica Flaira                                                                         | Steel Cage match                                             | 10:35 |
| (c) – mistrz/mistrzyni przed walkąD – walka była dark matchem (nietransmitowana w TV) | |                                                              |       |

Eliminacje w Fulfill Your Fantasy battle royalu
| Kolejność    | Diva          | Wyeliminowana przez         |
| ------------ | ------------- | --------------------------- |
| 1            | Nidia         | Jazz                        |
| 2            | Jazz          | Victorię                    |
| 3            | Gail Kim      | Victorię                    |
| 4            | Victoria      | Trish Stratus i Molly Holly |
| 5            | Stacy Keibler | Molly Holly                 |
| 6            | Molly Holly   | Trish Stratus               |
| Zwyciężczyni | Trish Stratus |                             |

Wyniki głosowań
| Głosowanie                                           | Rezultat | Rezultat | Rezultat |
| ---------------------------------------------------- | --- | --- | --- |
| Przeciwnik dla Chrisa Jericho                        | - Shelton Benjamin (37.48%) - Batista (20.11%) - Jonathan Coachman (7.01%) - Christian (6.69%) - Rhyno (5.77%)                  | - Maven (4.23%) - William Regal (3.81%) - The Hurricane (3.77%) - Tyson Tomko (2.49%) - Tajiri (2.36%)                          | - Steven Richards (2.24%) - Val Venis (1.69%) - Rosey (1.10%) - Chuck Palumbo (0.68%) - Rodney Mack (0.58%)                     |
| Stroje w Fulfill Your Fantasy battle royalu          | - Szkolna uczennica (53.10%) - Francuska pokojówka (30.03%) - Pielęgniarka (16.87%)                                             | - Szkolna uczennica (53.10%) - Francuska pokojówka (30.03%) - Pielęgniarka (16.87%)                                             | - Szkolna uczennica (53.10%) - Francuska pokojówka (30.03%) - Pielęgniarka (16.87%)                                             |
| Broń do użytku w Weapon of Choice matchu             | - Łańcuch (40.84%) - Stalowe krzesełko (29.93%) - Ołowiana rura (29.24%)                                                        | - Łańcuch (40.84%) - Stalowe krzesełko (29.93%) - Ołowiana rura (29.24%)                                                        | - Łańcuch (40.84%) - Stalowe krzesełko (29.93%) - Ołowiana rura (29.24%)                                                        |
| Stypulacja w pojedynku Eugene’a z Erikiem Bischoffem | - Przegrany będzie ogolony na łyso (58.73%) - Przegrany założy suknię (20.77%) - Przegrany zostanie służącym wygranego (20.50%) | - Przegrany będzie ogolony na łyso (58.73%) - Przegrany założy suknię (20.77%) - Przegrany zostanie służącym wygranego (20.50%) | - Przegrany będzie ogolony na łyso (58.73%) - Przegrany założy suknię (20.77%) - Przegrany zostanie służącym wygranego (20.50%) |
| Rodzaj pojedynku Christy Hemme z Carmellą            | - Lingerie Pillow Fight (56.48%) - Evening Gown match (33.22%) - Aerobics Challenge (10.30%)                                    | - Lingerie Pillow Fight (56.48%) - Evening Gown match (33.22%) - Aerobics Challenge (10.30%)                                    | - Lingerie Pillow Fight (56.48%) - Evening Gown match (33.22%) - Aerobics Challenge (10.30%)                                    |
| Przeciwnik dla Triple H’a                            | - Shawn Michaels (38.72%) - Edge (33.42%) - Chris Benoit (27.86%)                                                               | - Shawn Michaels (38.72%) - Edge (33.42%) - Chris Benoit (27.86%)                                                               | - Shawn Michaels (38.72%) - Edge (33.42%) - Chris Benoit (27.86%)                                                               |
| Rodzaj pojedynku Randy’ego Ortona z Rikiem Flairem   | - Steel cage match (68%) - Falls Count Anywhere (20%) - Submission match (12%)                                                  | - Steel cage match (68%) - Falls Count Anywhere (20%) - Submission match (12%)                                                  | - Steel cage match (68%) - Falls Count Anywhere (20%) - Submission match (12%)                                                  |

### 2005
Taboo Tuesday (2005) – gala wrestlingu wyprodukowana przez federację World Wrestling Entertainment (WWE) dla zawodników z brandu Raw. Odbyła się 1 listopada 2005 w iPayOne Center w San Diego w Kalifornii. Emisja była przeprowadzana na żywo w systemie pay-per-view. Była to druga gala w chronologii cyklu Taboo Tuesday/Cyber Sunday.
Podczas gali odbyło się dziewięć walk, w tym jedna będąca częścią niedzielnej tygodniówki Sunday Night Heat. Walką wieczoru był Triple Threat match o WWE Championship, w którym mistrz John Cena pokonał Shawna Michaelsa i Kurta Angle’a. Prócz tego Ric Flair obronił WWE Intercontinental Championship pokonując Triple H w Steel Cage matchu. Galę w systemie pay-per-view wykupiono 174 000 razy.
| Nr                                                                                            | Wyniki                                                                                   | Stypulacje                                                   | Czas  |
| --------------------------------------------------------------------------------------------- | ---------------------------------------------------------------------------------------- | ------------------------------------------------------------ | ----- |
| 1H                                                                                            | Kerwin White (z Nickem Nemethem) i Matt Striker pokonali Sheltona Benjamina i Val Venisa | Tag team match                                               | 02:38 |
| 2                                                                                             | Rey Mysterio i Matt Hardy (SmackDown!) pokonali Chrisa Mastersa i Snitsky’ego (Raw)      | Tag team match                                               | 13:46 |
| 3                                                                                             | Eugene i Jimmy Snuka pokonali Roba Conwaya i Tysona Tomko                                | Tag team match                                               | 06:21 |
| 4                                                                                             | Mankind pokonał Carlito poprzez submission                                               | Singles match                                                | 07:22 |
| 5                                                                                             | Big Show i Kane pokonali Lance’a Cade’a i Trevora Murdocha (c)                           | Tag team match o World Tag Team Championship                 | 07:59 |
| 6                                                                                             | Batista pokonał Jonathana Coachmana (z Vaderem i Goldustem)                              | Street Fight                                                 | 04:22 |
| 7                                                                                             | Trish Stratus (c) wygrała eliminując jako ostatnią Victorię                              | Fulfill Your Fantasy Battle Royal o WWE Women’s Championship | 05:23 |
| 8                                                                                             | Ric Flair (c) pokonał Triple H                                                           | Steel Cage match o WWE Intercontinental Championship         | 23:47 |
| 9                                                                                             | John Cena (c) pokonał Shawna Michaelsa i Kurta Angle’a                                   | Triple threat match o WWE Championship                       | 16:42 |
| (c) – mistrz/mistrzyni przed walkąH – walka była transmitowana przed PPV na Sunday Night Heat |                                                                                          |                                                              |       |

Eliminacje w Fulfill Your Fantasy battle royalu
| Kolejność    | Diva             | Wyeliminowana przec          |
| ------------ | ---------------- | ---------------------------- |
| 1            | Maria            | Trish Stratus i Mickie James |
| 2            | Candice Michelle | Ashley Massaro               |
| 3            | Ashley           | Victorię                     |
| 4            | Victoria         | Mickie James                 |
| 5            | Mickie James     | Victorię                     |
| Zwyciężczyni | Trish Stratus    | –                            |

Wyniki głosowań
| Głosowanie                                                | Rezultat |
| --------------------------------------------------------- | --- |
| Przeciwnicy dla Snitsky’ego i Chrisa Mastersa             | - Matt Hardy (31%) - Rey Mysterio (29%) - John "Bradshaw" Layfield (17%) - Christian (13%) - Hardcore Holly (10%) |
| Partner Eugene’a w walce z Robem Conwayem i Tysonem Tomko | - Jimmy Snuka (43%) - Jim Duggan (40%) - Kamala (17%)                                                             |
| Przeciwnik dla Carlito                                    | - Mankind (52%) - Cactus Jack (35%) - Dude Love (13%)                                                             |
| Rodzaj pojedynku Batisty z Jonathanem Coachmanem          | - Street Fight (91%) - Debata werbalna (6%) - Arm wrestling match (3%)                                            |
| Stroje w Fulfill Your Fantasy battle royal                | - Bielizna (43%) - Skóra oraz koronki (32%) - Stroje cheerleaderek (25%)                                          |
| Rodzaj walki Triple H’a z Rikiem Flairem                  | - Steel cage match (83%) - Submission match (13%) - Singles match (4%)                                            |
| Przeciwnik dla Johna Ceny i Kurta Angle’a                 | - Shawn Michaels (46%) - Kane (38%) - Big Show (16%)                                                              |

### 2006
Cyber Sunday (2006) – gala wrestlingu wyprodukowana przez federację World Wrestling Entertainment (WWE) dla zawodników z brandu Raw. Odbyła się 5 listopada 2006 w U.S. Bank Arena w Cincinnati w stanie Ohio. Emisja była przeprowadzana na żywo w systemie pay-per-view. Była to trzecia gala w chronologii cyklu Taboo Tuesday/Cyber Sunday.
Podczas gali odbyło się osiem walk, w tym jedna nietransmitowana w telewizji. Walką wieczoru był Triple Threat match o World Heavyweight Championship, w którym mistrz King Booker pokonał WWE Championa Johna Cenę i ECW World Championa Big Showa. Oprócz tego Jeff Hardy pokonał Carlito i obronił WWE Intercontinental Championship.
| Nr                                                                                    | Wyniki | Stypulacje                                             | Czas  |
| ------------------------------------------------------------------------------------- | --- | ------------------------------------------------------ | ----- |
| 1D                                                                                    | Super Crazy pokonał Roba Conwaya | Singles match                                          | 03:26 |
| 2                                                                                     | Umaga (z Armando Estradą) pokonał Kane’a | Singles match                                          | 08:39 |
| 3                                                                                     | Cryme Tyme (JTG i Shad Gaspard) pokonali The Highlanders (Robbiego i Rory’ego McAllistera), Charliego Hassa i Viscerę oraz Lance’a Cade’a i Trevora Murdocha | Texas Tornado match                                    | 04:28 |
| 4                                                                                     | Jeff Hardy (c) pokonał Carlito | Singles match o WWE Intercontinental Championship      | 13:21 |
| 5                                                                                     | Rated-RKO (Edge i Randy Orton) pokonali D-Generation X (Triple H i Shawna Michaelsa)                                                                         | Tag team match z sędzią specjalnym Erikiem Bischoffem  | 18:11 |
| 6                                                                                     | Lita pokonała Mickie James | Lumberjill match o zawieszony WWE Women’s Championship | 08:07 |
| 7                                                                                     | Ric Flair i Roddy Piper (z Dustym Rhodesem i Sgt. Slaughterem) pokonali The Spirit Squad (Kenny’ego i Mikeya) (c) (z Johnnym, Nickym i Mitchem)              | Tag team match o World Tag Team Championship           | 06:55 |
| 8                                                                                     | King Booker (c) (z Queen Sharmell) pokonał Johna Cenę i Big Showa                                                                                            | Triple threat match o World Heavyweight Championship   | 21:05 |
| (c) – mistrz/mistrzyni przed walkąD – walka była dark matchem (nietransmitowana w TV) | |                                                        |       |

Wyniki głosowań
| Przeciwnik dla Umagi                                                             | - Kane (49%) - The Sandman (28%) - Chris Benoit (23%)                                    |
| Rodzaj walki Cryme Tyme, The Highlanders, Haasa i Viscery oraz Cade’a i Murdocha | - Texas Tornado (50%) - Tag Team Turmoil (35%) - Fatal Four-Way (15%)                    |
| Przeciwnik dla Jeffa Hardy’ego                                                   | - Carlito (62%) - Shelton Benjamin (25%) - Johnny Nitro (13%)                            |
| Sędzia specjalny do walki Edge’a i Ortona z D-Generation X                       | - Eric Bischoff (60%) - Jonathan Coachman (20%) - Vince McMahon (20%)                    |
| Rodzaj walki Lity z Mickie James                                                 | - Diva Lumberjack match (46%) - No Disqualification match (40%) - Submission match (14%) |
| Partner Rica Flaira w walce ze Spirit Squad                                      | - Roddy Piper (46%) - Dusty Rhodes (35%) - Sgt. Slaughter (19%)                          |
| Tytuł do obrony w Champion of Champions Triple Threat matchu                     | - World Heavyweight Championship (67%) - ECW Championship (21%) - WWE Championship (12%) |

### 2007
Cyber Sunday (2007) – gala wrestlingu wyprodukowana przez federację World Wrestling Entertainment (WWE). Odbyła się 28 października 2007 w Verizon Center w Waszyngtonie. Emisja była przeprowadzana na żywo w systemie pay-per-view. Była to czwarta gala w chronologii cyklu Taboo Tuesday/Cyber Sunday.
Podczas gali odbyło się osiem walk, w tym jedna nietransmitowana w telewizji. Batista zdołał obronić World Heavyweight Championship pokonując The Undertakera w walce wieczoru, którą sędziował Stone Cold Steve Austin. Ponadto Shawn Michaels pokonał WWE Championa Randy’ego Ortona przez dyskwalifikację i nie odebrał mu tytułu, zaś mistrz CM Punk pokonał The Miza, broniąc ECW Championship. Galę w systemie pay-per-view wykupiono 228 000 razy.
| Nr                                                                                    | Wyniki                                                                     | Stypulacje                                                                                      | Czas  |
| ------------------------------------------------------------------------------------- | -------------------------------------------------------------------------- | ----------------------------------------------------------------------------------------------- | ----- |
| 1D                                                                                    | Jesse i Festus pokonali Deuce ’n Domino (z Cherry)                         | Tag team match                                                                                  | –     |
| 2                                                                                     | Rey Mysterio pokonał Finlaya                                               | Stretcher match                                                                                 | 09:41 |
| 3                                                                                     | CM Punk (c) pokonał The Miza                                               | Singles match o ECW Championship                                                                | 08:48 |
| 4                                                                                     | Mr. Kennedy pokonał Jeffa Hardy’ego                                        | Singles match                                                                                   | 09:05 |
| 5                                                                                     | Kane pokonał Montela Vontavious Portera (c) poprzez wyliczenie pozaringowe | Singles match o WWE United States Championship                                                  | 06:38 |
| 6                                                                                     | Shawn Michaels pokonał Randy’ego Ortona (c) przez dyskwalifikację          | Singles match o WWE Championship                                                                | 15:53 |
| 7                                                                                     | Triple H pokonał Umagę                                                     | Street Fight                                                                                    | 17:21 |
| 8                                                                                     | Batista (c) pokonał The Undertakera                                        | Singles match o World Heavyweight Championship z sędzią specjalnym Stone Cold Steve’em Austinem | 17:22 |
| (c) – mistrz/mistrzyni przed walkąD – walka była dark matchem (nietransmitowana w TV) |                                                                            |                                                                                                 |       |

Wyniki głosowań
| Głosowanie                                        | Rezultat                                                                                     | Rezultat                                                                                     |
| ------------------------------------------------- | -------------------------------------------------------------------------------------------- | -------------------------------------------------------------------------------------------- |
| Rodzaj walki Reya Mysterio z Finlayem             | - Stretcher match (40%) - No Disqualification match (36%) - Shillelagh on a Pole match (24%) | - Stretcher match (40%) - No Disqualification match (36%) - Shillelagh on a Pole match (24%) |
| Przeciwnik dla CM Punka                           | - The Miz (39%) - John Morrison (33%) - Big Daddy V (28%)                                    | - The Miz (39%) - John Morrison (33%) - Big Daddy V (28%)                                    |
| Przeciwnik dla Montela Vontavious Portera         | - Kane (67%) - The Great Khali (24%) - Mark Henry (9%)                                       | - Kane (67%) - The Great Khali (24%) - Mark Henry (9%)                                       |
| Przeciwnik dla Randy’ego Ortona                   | - Shawn Michaels (59%) - Jeff Hardy (31%) - Mr. Kennedy (10%)                                | - Shawn Michaels (59%) - Jeff Hardy (31%) - Mr. Kennedy (10%)                                |
| Rodzaj walki Triple H’a z Umagą                   | - Street Fight (57%) - Steel Cage match (26%) - First Blood match (17%)                      | - Street Fight (57%) - Steel Cage match (26%) - First Blood match (17%)                      |
| Zwyciężczyni nagrody Divy roku                    | - Mickie James (21%) - Kelly Kelly (17%) - Torrie Wilson (15%) - Melina (12%) - Maria (12%)  | - Layla (7%) - Jillian Hall (5%) - Victoria (4%) - Brooke (4%) - Michelle McCool (3%)        |
| Sędzia specjalny walki Batisty z The Undertakerem | - Stone Cold Steve Austin (79%) - Mick Foley (11%) - John "Bradshaw" Layfield (10%)          | - Stone Cold Steve Austin (79%) - Mick Foley (11%) - John "Bradshaw" Layfield (10%)          |

### 2008
Cyber Sunday (2008) – gala wrestlingu wyprodukowana przez federację World Wrestling Entertainment (WWE). Odbyła się 26 października 2008 w US Airways Center w Phoenix w Arizonie. Emisja była przeprowadzana na żywo w systemie pay-per-view. Była to piąta i ostatnia gala w chronologii cyklu Taboo Tuesday/Cyber Sunday.
Podczas gali odbyło się osiem walk, w tym jedna nietransmitowana w telewizji. Walką wieczoru była singlowa walka o World Heavyweight Championship z sędzią specjalnym Stone Cold Steve’em Austinem, w której pretendent Batista pokonał Chrisa Jericho. Oprócz tego Triple H obronił WWE Championship pokonując Jeffa Hardy’ego, zaś The Undertaker pokonał Big Showa w Last Man Standing matchu.
| Nr                                                                                    | Wyniki                                                                                | Stypulacje | Czas  |
| ------------------------------------------------------------------------------------- | ------------------------------------------------------------------------------------- | --- | ----- |
| 1D                                                                                    | Shelton Benjamin (c) pokonał R-Trutha                                                 | Singles match o WWE United States Championship | 3:23  |
| 2                                                                                     | Rey Mysterio pokonał Kane’a                                                           | No Holds Barred match | 10:17 |
| 3                                                                                     | Matt Hardy (c) pokonał Evana Bourne’a                                                 | Singles match o ECW Championship | 11:01 |
| 4                                                                                     | John Morrison i The Miz pokonali Cryme Tyme (Shada Gasparda i JTG’ego)                | Tag team match | 10:22 |
| 5                                                                                     | The Honky Tonk Man pokonał Santino Marellę (c) (z Beth Phoenix) przez dyskwalifikację | Singles match o WWE Intercontinental Championship | 01:06 |
| 6                                                                                     | The Undertaker pokonał Big Showa                                                      | Last Man Standing match | 19:23 |
| 7                                                                                     | Triple H (c) pokonał Jeffa Hardy’ego                                                  | Singles match o WWE Championship | 15:37 |
| 8                                                                                     | Batista pokonał Chrisa Jericho (c)                                                    | Singles match o World Heavyweight Championship z sędzią specjalnym Stone Cold Steve’em Austinem Jeżeli Jericho zostanie zdyskwalifikowany lub odliczony, straci tytuł. | 17:06 |
| (c) – mistrz/mistrzyni przed walkąD – walka była dark matchem (nietransmitowana w TV) |                                                                                       | |       |

Wyniki głosowań
| Głosowanie                                      | Rezultat | Rezultat |
| ----------------------------------------------- | --- | --- |
| Przeciwnik dla Sheltona Benjamina               | - R-Truth (59%) - Festus (26%) - Montel Vontavious Porter (15%) | - R-Truth (59%) - Festus (26%) - Montel Vontavious Porter (15%) |
| Rodzaj walki Kane’a z Reyem Mysterio            | - No Holds Barred match (39%) - Falls Count Anywhere match (35%) - Two out of three falls match (26%) | - No Holds Barred match (39%) - Falls Count Anywhere match (35%) - Two out of three falls match (26%) |
| Przeciwnik dla Matta Hardy’ego                  | - Evan Bourne (69%) - Finlay (25%) - Mark Henry (6%) | - Evan Bourne (69%) - Finlay (25%) - Mark Henry (6%) |
| Wybór uczestników tag-team matchu               | - John Morrison and The Miz vs. Cryme Tyme (JTG and Shad) (38%) - Cody Rhodes i Ted DiBiase (c) vs. CM Punk i Kofi Kingston (o World Tag Team Championship) (35%) - William Regal i Layla vs. Jamie Noble i Mickie James (27%) | - John Morrison and The Miz vs. Cryme Tyme (JTG and Shad) (38%) - Cody Rhodes i Ted DiBiase (c) vs. CM Punk i Kofi Kingston (o World Tag Team Championship) (35%) - William Regal i Layla vs. Jamie Noble i Mickie James (27%) |
| Przeciwnik dla Santino Marelli                  | - The Honky Tonk Man (35%) - Roddy Piper (34%) - Goldust (31%) | - The Honky Tonk Man (35%) - Roddy Piper (34%) - Goldust (31%) |
| Rodzaj walki Big Showa z The Undertakerem       | - Last Man Standing match (49%) - „I Quit” match (42%) - Knockout match (9%) | - Last Man Standing match (49%) - „I Quit” match (42%) - Knockout match (9%) |
| Zwyciężczyni konkursu Halloween Div             | - Beth Phoenix - Brie Bella - Candice Michelle - Eve Torres - Jillian Hall - Kelly Kelly - Katie Lea Burchill - Layla | - Lena Yada - Maria - Maryse - Michelle McCool - Mickie James - Natalya - Tiffany - Victoria |
| Przeciwnik dla Triple H’a                       | - Jeff Hardy (57%) - Jeff Hardy i Vladimir Kozlov (Triple threat match) (38%) - Vladimir Kozlov (5%) | - Jeff Hardy (57%) - Jeff Hardy i Vladimir Kozlov (Triple threat match) (38%) - Vladimir Kozlov (5%) |
| Sędzia specjalny walki Chrisa Jericho z Batistą | - Stone Cold Steve Austin (74%) - Shawn Michaels (22%) - Randy Orton (4%) | - Stone Cold Steve Austin (74%) - Shawn Michaels (22%) - Randy Orton (4%) |